# Nafia Kuş
Nafia Kuş, född 20 februari 1995, är en turkisk taekwondoutövare. 

## Karriär
I oktober 2013 tog Kuş silver i +73 kg-klassen vid Islamic Solidarity Games i Palembang efter en finalförlust mot iranska Akram Khodabandeh. I maj 2015 tog hon brons i +73 kg-klassen vid VM i Tjeljabinsk. I maj 2016 tog Kuş silver i +73 kg-klassen vid EM i Montreux efter en finalförlust mot brittiska Bianca Walkden.
I maj 2018 tog Kuş guld i 73 kg-klassen vid EM i Kazan efter att ha besegrat ryska Arina Zjivotkova i finalen. I maj 2019 tog hon brons i 73 kg-klassen vid VM i Manchester. I juli 2021 tävlade Kuş i tungvikt vid OS i Tokyo, där hon blev utslagen i den första omgången av dominikanska Katherine Rodríguez.
I maj 2022 tog Kuş brons i +73 kg-klassen vid EM i Manchester. I juni 2023 tog hon guld i +73 kg-klassen vid VM i Baku efter att ha besegrat uzbekiska Svetlana Osipova i finalen. Samma månad tog Kuş även guld i +73 kg-klassen vid europeiska spelen i Kraków-Małopolska efter att ha besegrat polska Aleksandra Kowalczuk i finalen.
I maj 2024 tog Kuş silver i +73 kg-klassen vid EM i Belgrad efter en finalförlust mot tyska Lorena Brandl. Vid olympiska sommarspelen 2024 i Paris tog hon brons i +67 kg-klassen.